# Сулейман-паша Великий
Сулейман-паша Великий или Буюк Сулейман (араб. سليمان الكبير‎, груз. სულეიმან ბუიუქი; ум. 1802) — правитель Ирака (1780—1802) из мамлюкской династии.

## Предыстория
В 1638 году турецкий султан Мурад IV взял Багдад и установил контроль над междуречьем Тигра и Ефрата. В XVII веке конфликты с Персией ослабили силы Османской империи в Ираке. Ослабление центральной власти в Ираке привело к усилению племенной знати и вылилось в обострение вражды между суннитами и шиитами. Положение ухудшилось после вторжения племен бедуинов из Аравии. Бедуинские налёты на Ирак сильно разрушали экономику провинции. Курды под предводительством династия Бабан подняли восстание и начали вооружённые действия против османских войск, вскоре они овладели всем Иракским Курдистаном. Между 1625 и 1668 годами и с 1694 по 1701 год местные шейхи из рода Сиябов правили Басрой как независимые правители и игнорировали власть османского паши в Багдаде. Для наведения порядка в Ирак был отправлен Вали Карамании мамлюк грузинского происхождения Хасан Паша. С момента его назначения пашей Багдада начинается история мамлюкской династии в Ираке. Хасан Паша улучшил управление страной, наладил работу чиновничьего аппарата и обороноспособность провинции. Его сын и преемник Ахмад Паша продолжал политику отца, при нём было создано элитное подразделение состоящее из мамлюков «Грузинская гвардия». При преемнике и зяте Ахмада Паши Сулеймане-паше Абу-Лейле Ирак превратился в практически независимую провинцию. После смерти Сулеймана-паши Абу-Лейлы было семеро кандидатов на преемственность, и все они были из мамлюков. Спор за право наследовать Абу-Лейле привел к конфликту между претендентами в котором победил Омар-паша. В 1776 году османский султан Абдул-Хамид I отдал приказ Сулейману-паше, а также вали Диарбекира Абдулле-паше и вали Аль-Ракка Мустафе-паше низложить Омара-пашу. После гибели Омара-паши на посту губернатора Багдада сменились в течение одного года Мустафа-паша и Абдула-паша, после смерти которого не осталось наследника и началась борьба за власть в пашалыке. В результате губернатором Багдада стал ставленник порты Хасан-паша, который был свергнут в результате народного восстания в 1779 году. Тогда в 1780 году правителем Багдада стал Сулеман-паша.

## Биография
Сулейман-паша по происхождению был мамлюком и до того как стал правителем Багдада занимал пост вали Мосула. В 1776 году по приказу турецкого султана Абдул-Хамида I вместе с вали Диарбекыра Абдулла-пашой и вали Аль-Ракка Мустафа-пашой сверг правителя Багдада Омара-пашу.
Из-за интриг был отправлен в ссылку в Шираз из которой был возвращен в 1779 году. После свержения жителями Багдада Хасана-паши II Сулейман-паша стал правителем Багдада в 1780 году.
Правление Сулеймана ознаменовалось укреплением господства мамлюков. Он привлекал большое количество мамлюков грузинского происхождения, чтобы укрепить свою фракцию. В руках у мамлюков оказались почти все ключевые посты в Ираке, так же они стали самыми крупными владельцами земли в стране. Сулейман-паша подавил в 1782 году выступления курдских племен под предводительством княжества Бабан и бедуинов и навел порядок в государственных делах. При нём были построены защитные сооружения, улучшена инфраструктура, новые базары, реставрированы мечети и дворцы. Город Сулеймания в Иракском Курдистане был основан во времена Сулеймана-паши и назван в его честь.
Ост-Индская компания оказывала все возраставшее влияние на деятельность багдадского паши, который продолжал формально подчиняться Порте, но при этом составлял автономную часть Османской империи.
В 1786 году из за засухи начался голод, но восстание начавшееся из-за этого было быстро подавлена Сулейманом.
Под конец относительно спокойного правления Сулеймана Ирак подвергся вторжению ваххабитов из Неджда. Ваххабиты стремились овладеть Ираком, но ограничились захватом и разграблением священного города шиитов Кербелы в 1801 году.
После смерти Сулеймана Великого в 1802 году в Ираке участились феодальные распри, и началась ожесточенная борьба за власть, в которую активно вмешивались персидские правители, курдские беки и вожди кочевых племен.